# قائمة سلاطين الدولة الأيوبية
سلاطين الدولة الأيوبية هم حكام إحدى الدول الإسلامية التي نشأت تحت مظلة التبعية الاسمية للخلافة العباسية. نشأت الدولة الأيوبية في مصر على يد صلاح الدين يوسف بن نجم الدين أيوب بن شادي، وذلك في ظل اضمحلال دولة الخلافة الفاطمية وانتهاء وجودها بعد وفاة الخليفة العاضد لدين الله. حكم صلاح الدين في بداية ظهوره كمدبر لأمور عمه وزير الخليفة الفاطمي أسد الدين شيركوه والذي كان في نفس الوقت ممثلاً للملك نور الدين محمود بن زنكي حاكم الشام الذي أرسل شيركوه على رأس قواته لإنقاذ مصر من غزو الفرنج بطلب من الخليفة العاضد نفسه.
بعد موت شيركوه خلفه صلاح الدين في منصب وزير الخليفة الفاطمي وممثل نور الدين ولقب بالملك الناصر، ليصبح بعد وفاة الخليفة العاضد - آخر خلفاء الفاطميين - هو الحاكم الأوحد لمصر ونائباً لنور الدين عليها ولو اسمياً، حيث كانت السلطة الفعلية في يد صلاح الدين آخر وزراء الفاطميين والذي أعاد لمصر التبعية للخلافة العباسية، وأعاد الخطبة باسم الخليفة العباسي ومن بعده لنور الدين ثم صار يخطب باسمه بعدهما، وأعاد كذلك المد السني إلى مصر الذي انحسر في ظل حكم الدولة الفاطمية الشيعية. وتمكن من تقوية مركزه في مصر، فاستمال قلوب المصريين عن طريق بذل المال، وأخضع مماليك شيركوه وسيطر على الجند بالإحسان إليهم، قوى علاقته الحذرة بنور الدين في دمشق الذي أمده بالمساعدات العسكرية، إلا أنه ما لبث أن دب الخلاف والوحشة بينهما بعد أن اتبع صلاح الدين سياسته الانفصالية عن الدولة الزنكية، فقرر نور الدين غزو مصر إخضاع صلاح الدين إلا أن الموت عاجله سنة 569هـ/1174م قبل أن يحقق غرضه، فترك بذلك الساحة خالية أمام صلاح الدين ليتبوأ زعامة المسلمين، فضم بلاد المغرب الأدنى واليمن وبلاد النوبة.:13:50

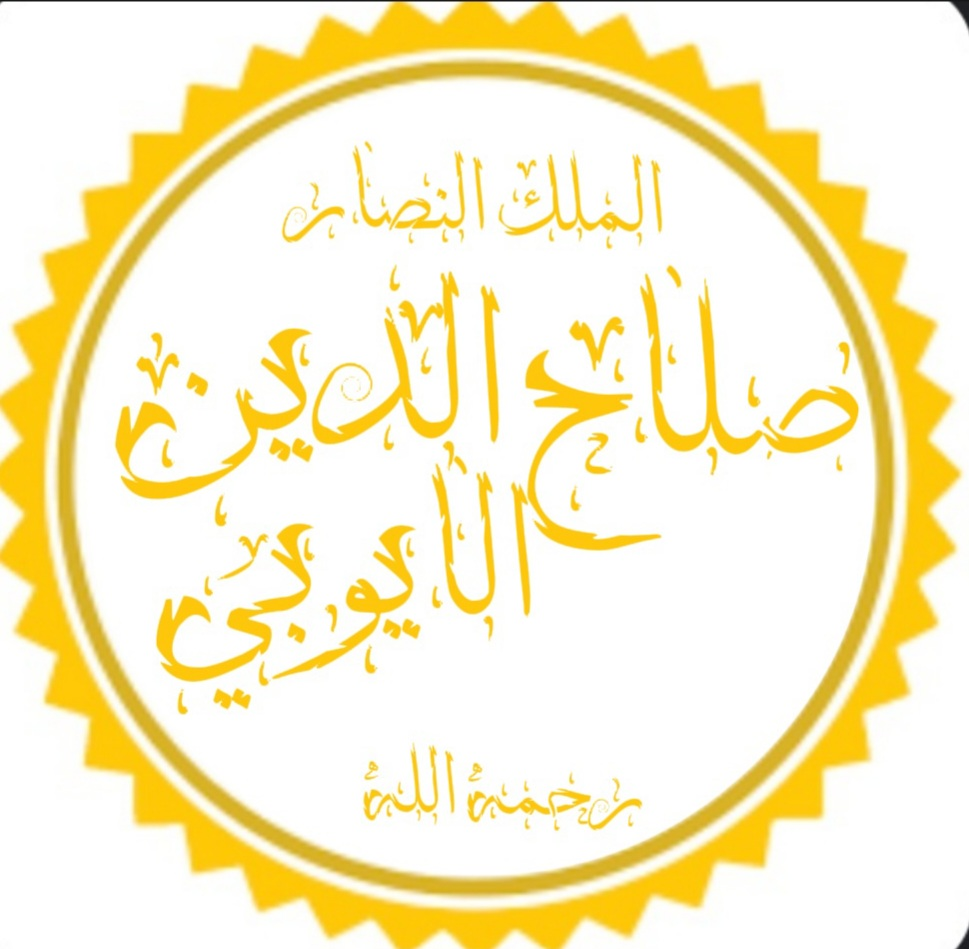
مؤسس الدولة صلاح الدين الايوبي

انقسمت الآراء حول نهاية الدولة الأيوبية في ثلاث، الأول يرى أصحابه أن المعظم توران شاه هو آخر الملوك الأيوبيين في مصر وأن شجرة الدر هي أولى سلاطين المماليك باعتبار أنها كانت جارية ثم أعتقها الصالح نجم الدين أيوب وتزوجها وأن أصلها أرمني أو تركي، والثاني أن شجرة الدر هي آخر سلاطين الأيوبيين في مصر باعتبارها زوجة الصالح نجم الدين أيوب وأن المعز أيبك هو أول سلاطين المماليك، أما الرأي الثالث فيرى أن الملك الأشرف موسى الذي نصبه المعز أيبك سلطاناً هو آخر سلاطين الأيوبيين في مصر وكان في العاشرة من عمره ثم حجبه المعز أيبك واستقل بالحكم.:ص36:35

## القائمة
| #                                                         | اللقب         | الكنية      | التعريف الخاص | الاسم     | اللاحقة الاسمية             | سنوات الحكم             | نبذة |
| --------------------------------------------------------- | ------------- | ----------- | ------------- | --------- | --------------------------- | ----------------------- | ---- |
| 1                                                         | الملك الناصر  | أبو المظفر  | صلاح الدين    | يوسف      | ابن الأفضل نجم الدين أيوب   | 569هـ/1174م 588هـ/1193م |      |
| 2                                                         | الملك العزيز  | أبو الفتح   | عماد الدين    | عثمان     | ابن الناصر صلاح الدين يوسف  | 588هـ/1193م 594هـ/1198م |      |
| 3                                                         | الملك المنصور |             | ناصر الدين    | محمد      | ابن العزيز عماد الدين عثمان | 594هـ/1198م 596هـ/1200م |      |
| 4                                                         | الملك العادل  | أبو بكر     | سيف الدين     | أحمد      | ابن الأفضل نجم الدين أيوب   | 596هـ/1200م 614هـ/1218م |      |
| 5                                                         | الملك الكامل  | أبي المعالي | ناصر الدين    | محمد      | ابن العادل سيف الدين أحمد   | 614هـ/1218م 635هـ/1238م |      |
| 6                                                         | الملك العادل  | أبو بكر     | سيف الدين     | ـــ       | ابن الكامل ناصر الدين محمد  | 637هـ/1240م 635هـ/1238م |      |
| 7                                                         | الملك الصالح  | أبي الفتوح  | نجم الدين     | أيوب      | ابن الكامل ناصر الدين محمد  | 637هـ/1240م 646هـ/1249م |      |
| 8                                                         | الملك المعظم  |             | غياث الدين    | توران شاه | ابن الصالح نجم الدين أيوب   | 646هـ/1249م 647هـ1250م  |      |
| انتهت الدولة الأيوبية فعليًا وبقيت اسميًا تحت سلطة المماليك |               |             |               |           |                             |                         |      |
| 9                                                         | الملك الأشرف  |             |               | موسى      |                             | 647هـ/1250م 649هـ/1252م |      |